# Gene Estes
Gene Estes (* 3. Oktober 1931 in Texas; † 17. März 1996 in Hollywood) war ein US-amerikanischer Jazz- und Studiomusiker (Vibraphon, Schlagzeug, Perkussion), Arrangeur und Bandleader.
Estes wurde bekannt, als er ab Mitte der 1950er Jahre in den Bands von Harry James, Billy May, Shorty Rogers (Chances are, It Swings, 1958) und Henry Mancini (The Music from Peter Gunn, 1959) spielte. Er arbeitete in den folgenden Jahren vorwiegend als Studio-Perkussionist, u. a. mit Cher, The Monkees (1966), den Beach Boys (Pet Sounds, 1966), Frank Zappa (Lumpy Gravy, 1968), Jean-Luc Ponty (King Kong: Jean-Luc Ponty Plays the Music of Frank Zappa, 1970) und Harry Nilsson. 1976 nahm er unter eigenem Namen das Album Westful – Jazz in Hollywood mit eigenen Arrangements auf, bei dem West-Coast-Jazz-Musiker wie Med Flory, Conte Candoli, Bob Enevoldsen, Herbie Harper, Tom Scott und Jay Migliori mitwirkten. Mit dem Posaunisten Bob Enevoldsen gründete er in den 1960er Jahren eine 13-köpfige Bigband, die drei Jahrzehnte lang regelmäßig in Südkalifornien auftrat.
Estes ist auch bei Aufnahmen von Billy Bean (Makin’ It, 1957), Louie Bellson, Dick Cary, Bobby Gordon,  Dick Hafer und Jack Sheldon zu hören. Mit seinem späteren Quartett mit dem Gitarristen Barry Zweig, Bassist Paul Gormley und Schlagzeuger Alan Estes empfand Estes den Klang der Red-Norvo-Combos der 1950er Jahre nach. In Robert Altmans Film Short Cuts gehörte er zum Low Note Quintet, das Annie Ross begleitete.

## Diskographische Hinweise
- Westful – Jazz in Hollywood (1976)
- The Gene Estes Quartet – On the Edge (1993)
- In a Sentimental Mood (2000)